# Neurothaumasia
Neurothaumasia is een geslacht van vlinders van de familie echte motten (Tineidae), uit de onderfamilie Nemapogoninae.

## Soorten
- N. ankerella (Mann, 1867)
- N. fasciata Petersen, 1959
- N. geratocoma (Walsingham, 1907)
- N. inornata Petersen, 1966
- N. macedonica Petersen, 1962
- N. ragusaella (Wocke, 1889)